# Hanns Lothar
Hanns Lothar, född 10 april 1929 i Hannover, Tyska riket, död 11 mars 1967 i Hamburg, Västtyskland, var en tysk skådespelare. Han verkade vid teatrar som  Kleines Theater am Zoo i Frankfurt och Thalia Theater i Hamburg. Lothar gjorde också några huvudroller i tysk film på 1950-talet och 1960-talet. Han var gift med skådespelaren Ingrid Andree och är far till skådespelaren Susanne Lothar.

## Filmografi
- 1948 – Livet tillhör oss
- 1959 – Buddenbrooks – en familjs ära och förfall
- 1959 – Ståltrådssnaran
- 1960 – Det sista vittnet
- 1961 – Ett, två, tre
- 1961 – Flickan från Hongkong
- 1963 – Två ska man vara
- 1964 – Natt i Reeperbahn
- 1966 – 4 Schlüssel